# 괴산 봉학사지 오층석탑
괴산 봉학사지 오층석탑(槐山 鳳鶴寺址 五層石塔)은 충청북도 괴산군 사리면 사담리, 봉학사지에 있는, 고려시대 초기의 작품으로 추정되는 석탑이다. 1976년 12월 21일 충청북도의 유형문화재 제29호로 지정되었다.

## 개요
이 석탑은 기단(基壇)이 제대로 갖추어지지 않은 채, 평평한 돌 위로 5층의 탑신(塔身)이 올려져 있다. 탑신의 1층 몸돌은 2개의 돌로 이루어졌고, 나머지 몸돌과 지붕돌은 각각 하나의 돌로 만들어졌다. 1층 몸돌은 큰편이고, 2층 몸돌에서 급격히 낮아지다가 5층까지는 비슷한 크기를 유지한다. 각 층 지붕돌은 두꺼운 편이며, 밑면에는 5단씩의 받침을 두었다.
전체적으로 비례가 좋지 않고, 지붕돌이 두꺼워진 점 등으로 보아 고려시대 작품으로 짐작된다. 일제시대에 쓰러졌던 것을 1967년 마을 주민들이 다시 세워놓은 것이다.

## 특징
4장의 지대석(地臺石) 위에 세워진 것으로 초층탑신만이 2장의 돌로 되어 있고, 각층의 탑신은 모두 하나의 돌로 이루어졌다. 기단부는 없어지고 넓직한 지대석 위에 기단갑석으로 보이는 부재를 얹고 탑신을 쌓았다. 각층 탑신의 면석에는 아무런 수식이 없고 모퉁이에는 우주가 조각되어 있다. 상륜부(上輪部)에는 복발(覆鉢)과 보륜(寶輪) 1개가 있고, 옥개석은 5단받침과 2단의 탑신괴임으로 되어 있으며, 낙수면의 경사가 완만한 편이고, 전각(轉角)의 반전(反戰)이 약하여 고려 초기의 작풍을 보이고 있다.

## 같이 보기
- 괴산 봉학사지 석조여래좌상

## 참고 자료
- 괴산 봉학사지 오층석탑 - 국가유산청 국가유산포털